# 댄 부커틴스키

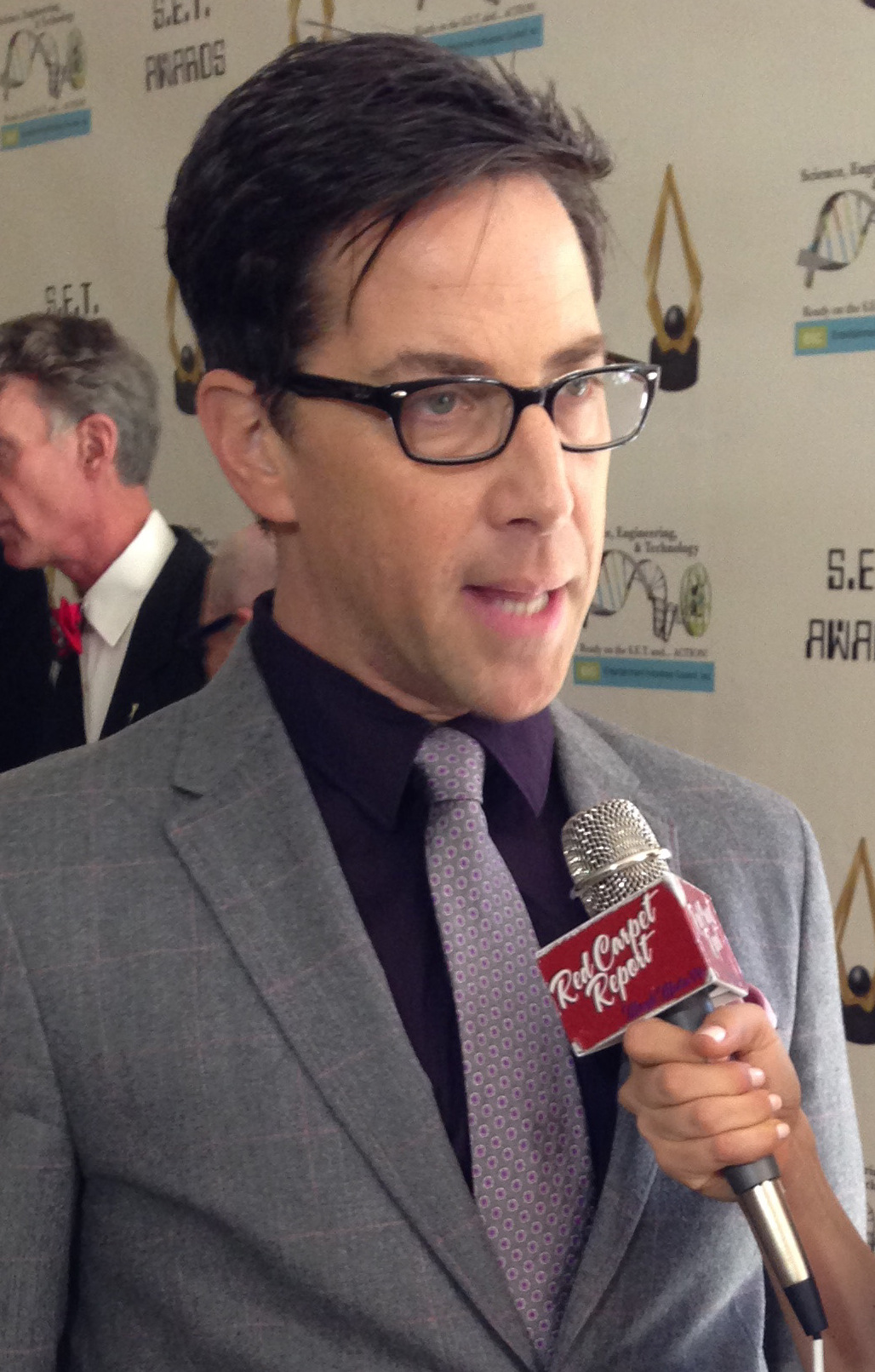

댄 부커틴스키(영어: Dan Bucatinsky, 1965년 9월 22일 ~ )는 미국의 배우이다.
뉴욕에서 태어났다.

## 방송
- 더 베이커 앤 더 뷰티
- 24: 레거시
- 컴백 시즌2
- 웹 테라피 시즌3
- 그레이 아나토미 시즌9

## 영화
- 세컨드 액트 (2018년)
- 24: 레거시 (2017년)
- 더 포스트 (2017년) - 조 알솝 역
- 컴백 시즌2 (2014년)
- 웹 테라피 시즌2 (2012년)
- 당신이 누구라고 생각하는가? (2010년)
- 러브 앤 어더 임파서블 퍼슈츠 (2009년)
- 퀴어 시네마 이야기 (2006년) - 본인 역
- 컴백 (2005년) - 빌리 스탠턴 역
- 웬 두 위 잇 (2005년)
- 아이 러브 유어 워크 (2003년)
- 투스카니의 태양 (2003년)
- 올 오버 더 가이 (2001년)
- 스카이 이즈 폴링 (2000년)
- 바운스 (2000년)
- 섹스의 반대말 (1998년)
- 시빌 (1995년)
- 미드나잇 런 - 제1탄 (1994년)
- 프렌즈 (1994년)